# Влияние табака на здоровье

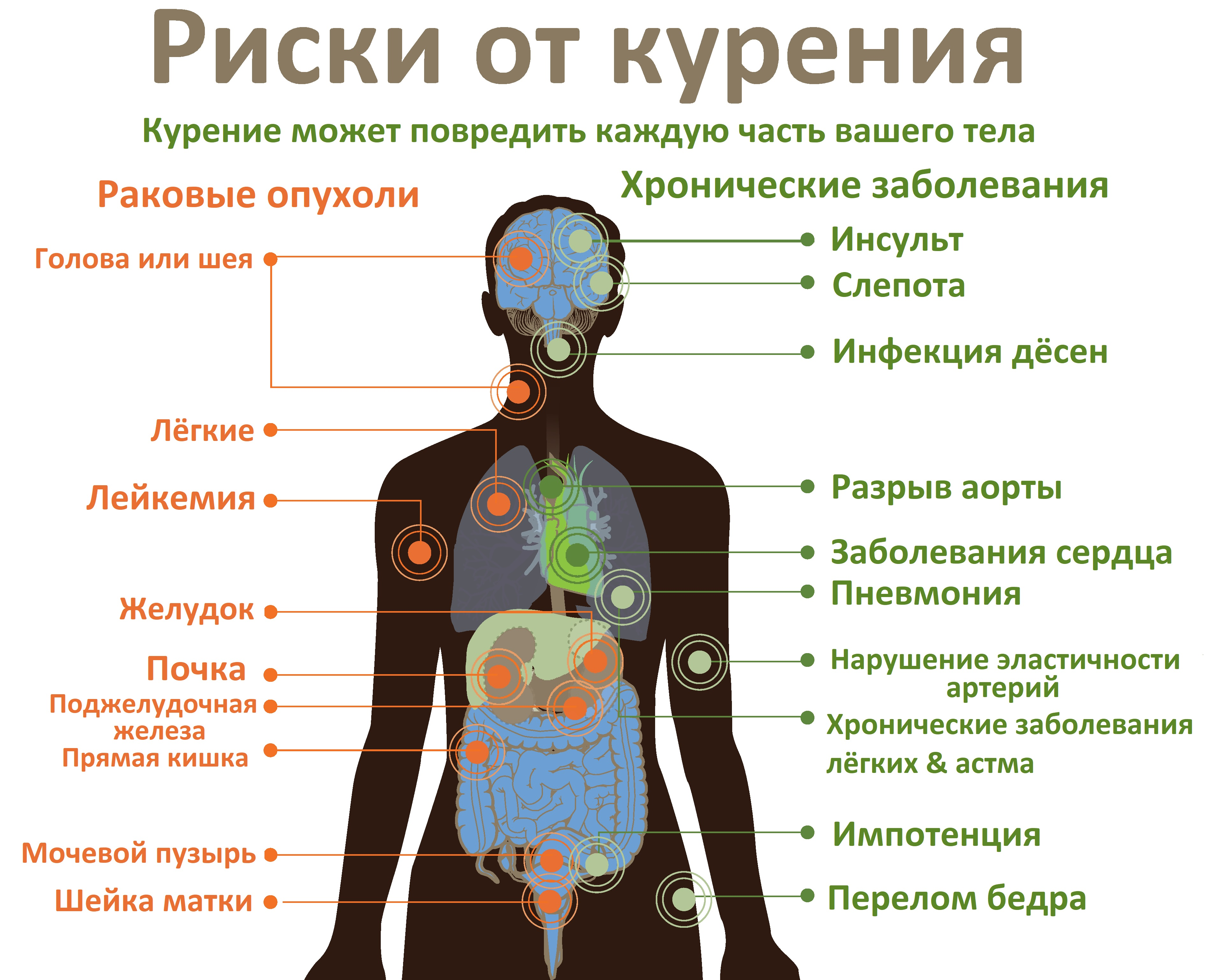
Органы, подверженные рискам, связанным с курением, 2012 год

Употребление табака влечёт негативные последствия для здоровья человека. Воздействие табака на здоровье хорошо изучено, и Всемирная организация здравоохранения (ВОЗ) признаёт табачную эпидемию одной из наиболее серьёзных угроз для здоровья населения.
Табакокурение является одной из главных причин преждевременной смертности в мире, в 2019 году на его долю приходилось около 18 % всех подобных случаев. Всего по оценкам ВОЗ, ежегодно от него погибает более 8 миллионов человек. В среднем каждая выкуренная человеком сигарета укорачивает продолжительность его жизни на 11 минут. Согласно опубликованному в 2014 году в New England Journal of Medicine отчёту, в случае, если текущие темпы курения сохранятся, табак убьёт около 1 миллиарда людей на планете в XXI веке, половина из них — люди до 70 лет.
Не существует безвредной формы или дозы табака. В дыме одной сигареты содержится, по разным данным, от 4000 до более 7000 химических веществ, включая 69 доказанных канцерогенов и 250 компонентов с цитотоксическим действием. Табак содержит никотин, являющийся высоко аддиктивным психоактивным веществом. Он вызывает сильную физическую и психологическую зависимость. Взаимодействие компонентов табачного дыма с организмом человека может вызвать:
- Развитие онкологических заболеваний практически любого органа, в особенности лёгких и бронхов, ротовой полости и гортани, пищевода желудка, печени и почечной лоханки.➤
- Развитие заболеваний лёгких: эмфиземы, хронической обструктивной болезни лёгких (ХОБЛ), астмы, респираторного бронхиолита, ассоциируемого с интерстициальной болезнью лёгких, десквамативной интерстициальной пневмонии, гистиоцитоза Х, криптогенного фиброзирующего альвеолита, эозинофильной пневмонии и общее ухудшение функционального состояния лёгких➤.
- Развитие сердечно-сосудистых заболеваний (ССЗ), включая ишемическую болезнь сердца и инсульт, болезнь Бюргера (облитерирующий тромбангиит), атеросклероз, заболевания периферических артерий, тромбозы.➤
- Развитие ряда проблем с женским здоровьем, а также ряда неблагоприятных последствий для здоровья матери и ребёнка во время беременности: снижение уровня фертильности, сокращение возраста наступления менопаузы, увеличение риска внематочной беременности и синдрома внезапной детской смерти, различную степень гипоксии плода, внутриутробные инфекции преждевременное отслоение плаценты и нарушения маточно-плацентарного кровотока, бронхолёгочные патологии и вторичные иммунодефициты у младенца.➤
- Развитие диабета 2-го типа и осложнение течения болезни, хроническую болезнь почек, заболевания ротовой полости, потерю зубов во взрослом возрасте, пародонтит.➤
- Развитие эректильной дисфункции (импотенции).➤
- Развитие инфекций, связанных со структурными изменениями в дыхательных путях и снижением иммунного ответа.➤
- Увеличение уровня ежедневного стресса и ухудшение когнитивной функции, развитие деменции.➤

Табакокурение наносит вред не только самому курильщику, но и окружающим его людям. Пассивное курение вызывает неблагоприятные последствия для здоровья людей всех возрастов. В 2006 году главный хирург США признал, что безопасного уровня концентрации табачного дыма не существует. По данным ВОЗ за 2017 год, пассивное курение явилось причиной около 200 тысяч смертей от сердечно-сосудистых заболеваний. В сочетании с неблагоприятной экологической ситуацией окружающей среды оно приводит к серьёзным нарушениям генофонда и ухудшению здоровья населения.
Сигареты, продаваемые в менее развитых странах, имеют более высокое содержание смол и редко снабжены фильтрами, тем самым они потенциально повышают риск развития болезней, связанных с курением табака в этих регионах. ВОЗ заявляет, что категории «лёгкие» и «с низким содержанием смол» — маркетинговый ход, и они не являются более безопасными. Именно на территории развивающихся государств проживает бо́льшая часть курильщиков и запретительная политика их властей имеет особое влияние на статус табачной эпидемии в мире.

## История и исследования
Уже в 1602 году зафиксированы высказывания врачей о негативном влиянии табака на здоровье. Анонимные исследователи того периода отмечали, что профессиональные болезни чистильщиков труб встречаются и у курильщиков табака. В записях китайских философов первой половины XVII века также утверждалось, что длительное курение «обжигает лёгкие». Предположительно, первое клиническое исследование воздействия табака было опубликовано в 1761 году британским врачом Джоном Хиллом. В «Предостережениях против неумеренного употребления нюхательного табака» он сделал вывод о предрасположенности потребителей нюхательного табака к появлению злокачественных опухолей носа. В 1795 году врач Самуэль Томас Фон Соммеринг описал распространённость рака губы у курильщиков трубок. В то же время учёный сделал неверное предположение о причинах рака, связав его с нагреванием стержня трубки. В 1798 году физиолог Бенджамин Раш издал работу о вреде табака для здоровья. В 1858 году французские врачи отмечали большой процент курильщиков трубок среди больных раком ротовой полости. Несмотря на сообщения врачей, в течение XVIII—XIX веков запреты на курение являлись редкостью, так как торговля табаком считалась важным источником государственных доходов. Одновременно с медиками внимание населения на вред табака обращали разные общественные движения. Например, во время антиалкогольной политики 1830-х годов в США активисты убеждали, что даже умеренное потребление алкоголя и табака угрожает здоровью.
В первой трети XX века медики начали сообщать о негативном влиянии табака. Так, в 1924 году некоторые американские врачи признали курение «одной из очень важных причин, почему меньше мужчин, чем женщин, достигают старости». К этому моменту исследователям было уже известно, что табак влечёт функциональные расстройства ряда органов, в особенности сердца. Четыре года спустя врачи предположили, что пассивное курение связано с развитием рака лёгких у женщин. Но клинические данные о связи неинфекционных заболеваний и табакокурения стали активно накапливаться с 1930-х годов. В начале десятилетия кёльнские врачи выявили статистическую взаимосвязь между курением и раком лёгких. В 1938 году журнал Science опубликовал исследование, согласно которому только 45 % курильщиков доживают до 60 лет. Довоенные исследования в США также свидетельствовали, что табак негативно сказывается на продолжительность жизни. Но из-за недостаточной выборки медики нуждались в дополнительных подтверждениях.
Если до начала 1900-х годов рак лёгких был относительно редкой разновидностью онкологических заболеваний, в США к началу 1950-х годов он вышел на первое место по распространённости, привлекая особое внимание врачей. Это изменение случилась на фоне сверхмассового распространения курения среди американцев — с появлением новых технологий масштабы промышленного производства сигарет многократно выросли, реклама табачных компаний представляла курение в привлекательном виде, в армии во время Первой и Второй мировых войн военнослужащие обеспечивались сигаретами за государственный счёт. Потребление сигарет на душу населения в США выросло с 54 штук в год в 1900 году до 4345 в 1963 году. В 1950 году американские врачи Эрнст Уайндер и Эвартс Грэм опубликовали в журнале Journal of the American Medical Association исследование типа «случай — контроль», проведённое на 684 пациентах. В начале 1950-х годов в США было проведено пять ретроспективных исследований (Doll & Hill, Levin et al., Mills and Porter, Schrek et al., Wynder & Graham), в которых сравнивались табакокурение у больных раком лёгких и здоровых участников. Эти исследования сообщали о существенной связи между курением и раком лёгких, но не давали убедительных подтверждений, поскольку опирались на слова самих участников, и больные раком были склонны преувеличивать количество выкуренных сигарет, а здоровые участники — преуменьшать. Чтобы получить более надёжные подтверждения, нужны были проспективные (когортные) исследования на больших группах участников на протяжении достаточно длительного времени. Первое большое когортное исследование, организованное Кайлером Хаммондом и Дэниелом Хорном из Американского онкологического общества в 1952 году, включало 188 766 американцев в возрасте от 50 до 69 лет в 10 штатах США и 22 тысячи помощников-волонтёров: участники исследования заполняли анкеты о своём табакокурении, и каждый волонтёр на протяжении трёх лет, с ноября 1952 до конца 1955 года, отслеживал состояние 5-10 закреплённых за ним участников и сообщал, живы ли они, а в случае смерти кого-либо из участников высылал организаторам копию свидетельства о смерти, где была указана причина смерти. Это когортное исследование позволило достаточно убедительно статистически показать влияние курения табака на смертность от онкологических и сердечно-сосудистых заболеваний — в первую очередь рака лёгких и заболеваний коронарных артерий. Хаммонд и Хорн, сами оба закоренелые курильщики, представляя предварительные результаты исследования съезду Американского онкологического общества в июне 1954 года, демонстративно курили трубки, а не сигареты — это считалось менее опасным. В 1957 году Исследовательская группа по курению и здоровью в США официально заявила о связи между курением и раком лёгких.
В 1951 году стартовало пятидесятилетнее исследование британских врачей. Его первые результаты были опубликованы Ричардом Доллом и Остином Брэдфордом Хиллом уже три года спустя. В последующие десятилетия учёные исследовали влияние курения на несколько поколений медицинских работников и пришли к выводу, что вредная привычка является причиной ⅔ смертей среди них. Курение также увеличило вдвое уровни смертности как в среднем, так и в старшем возрасте: если до 70 лет дожило 88 % некурящих и 71 % курящих испытуемых, до 80 — только 65 % и 32 % соответственно. Американское онкологическое общество в 1959 запустило ещё более масштабное исследование Cancer Prevention Study I (CPS-I) уже с участием 1 миллиона американцев в 25 штатах — оно продолжалось с 1959 по 1972 год. Его исследование-преемник — Cancer Prevention Study II (CPS-II) — было запущено в начале 1980-х годов и продолжается поныне. В целом, исследователи оценивали, что табакокурение влечёт смерть в три раза большего числа мужчин до достижения семидесятилетнего возраста, чем наркотики, убийства, самоубийства, СПИД, дорожно-транспортные происшествия и алкоголь вместе взятые. В 1962 году Королевский колледж врачей опубликовал доказательства вредных эффектов курения, которые активно обсуждала общественность и которые способствовали введению новых антитабачных мер во многих странах.
В июне 1961 года руководители Американского онкологического общества, Американской ассоциации общественного здравоохранения и Национальной противотуберкулезной ассоциации обратились к президенту США Джону Кеннеди с коллективным письмом — они указывали на результаты проспективных исследований предыдущего десятилетия и призывали создать национальную комиссию по поиску решения проблемы. Кеннеди поручил работу над этим вопросом генеральному хирургу США Лютеру Терри. Консультативная комиссия, собранная Терри, должна была изучить имеющиеся данные относительно курения и решить, являются ли они достаточными, чтобы идентифицировать курение как основную причину рака лёгких. Она проанализировала 16 независимых исследований, проведённых в 5 разных странах на протяжении 18 лет. 11 января 1964 года Терри опубликовал отчёт комиссии, озаглавленный «Курение и здоровье». Этот отчёт делал вывод: «Курение сигарет представляет собой угрозу здоровью населения Соединенных Штатов, имеющую достаточно большое значение для принятия соответствующих мер по исправлению ситуации». Он ознаменовал собой начало официальной кампании системы здравоохранения США против курения. В 1970 году генеральный директор ВОЗ представил на 23-й Ассамблее здравоохранения доклад «Ограничение курения», после которого табакокурение было запрещено во время мероприятий органа и признано опасным для здоровья. В 1976 году Р. Долл и Р. Пето опубликовали результаты двадцатилетнего наблюдения, которое установило, что вредная привычка каждого третьего курильщика является причиной его преждевременной смерти. В 1982 году тогдашний генеральный хирург США Эверетт Куп в очередном отчете объявлял курение уже главной угрозой здоровью нации: «Курение сигарет чётко определено как основная предотвратимая причина смерти в нашем обществе и самая важная проблема общественного здравоохранения нашего времени». В СССР в 1950-е и 1960-е годы проводились и публиковались в медицинских журналах экспериментальные и клинические исследования, показывающие воздействие табака на здоровье, но сведения о таких важных исследованиях редко выходили за пределы специализированных журналов — не был заполнен информационный разрыв между медицинской наукой и советской общественностью. Министерство здравоохранения СССР официально отнесло курение к факторам риска для здоровья только в 1986 году. В целом, к концу XX века вред табака для здоровья являлся доказанным и хорошо известным общественности фактом.
В 2003 году Всемирная организация здравоохранения сообщала о примерно 5 миллионах случаев смерти, вызванных табачным дымом. К этому числу относилось 12 % смертей от сосудистых заболеваний, 66 % смертей от рака лёгких, трахеи и бронхов, а также 38 % смертей от хронических респираторных заболеваний. Эксперты прогнозировали удвоение смертей в течение 20 лет при сохранении темпов роста табачной эпидемии. Таким образом, воздействие табачного дыма было признано ведущей причиной смертности в мире, поддающейся предупреждению. Для борьбы с табачной эпидемией была подготовлена и принята Рамочная конвенция, которая закрепила необходимость правительственных мер по сокращению табачной эпидемии и меры по осуществлению этого.

## Влияние курения на здоровье

### Смертность

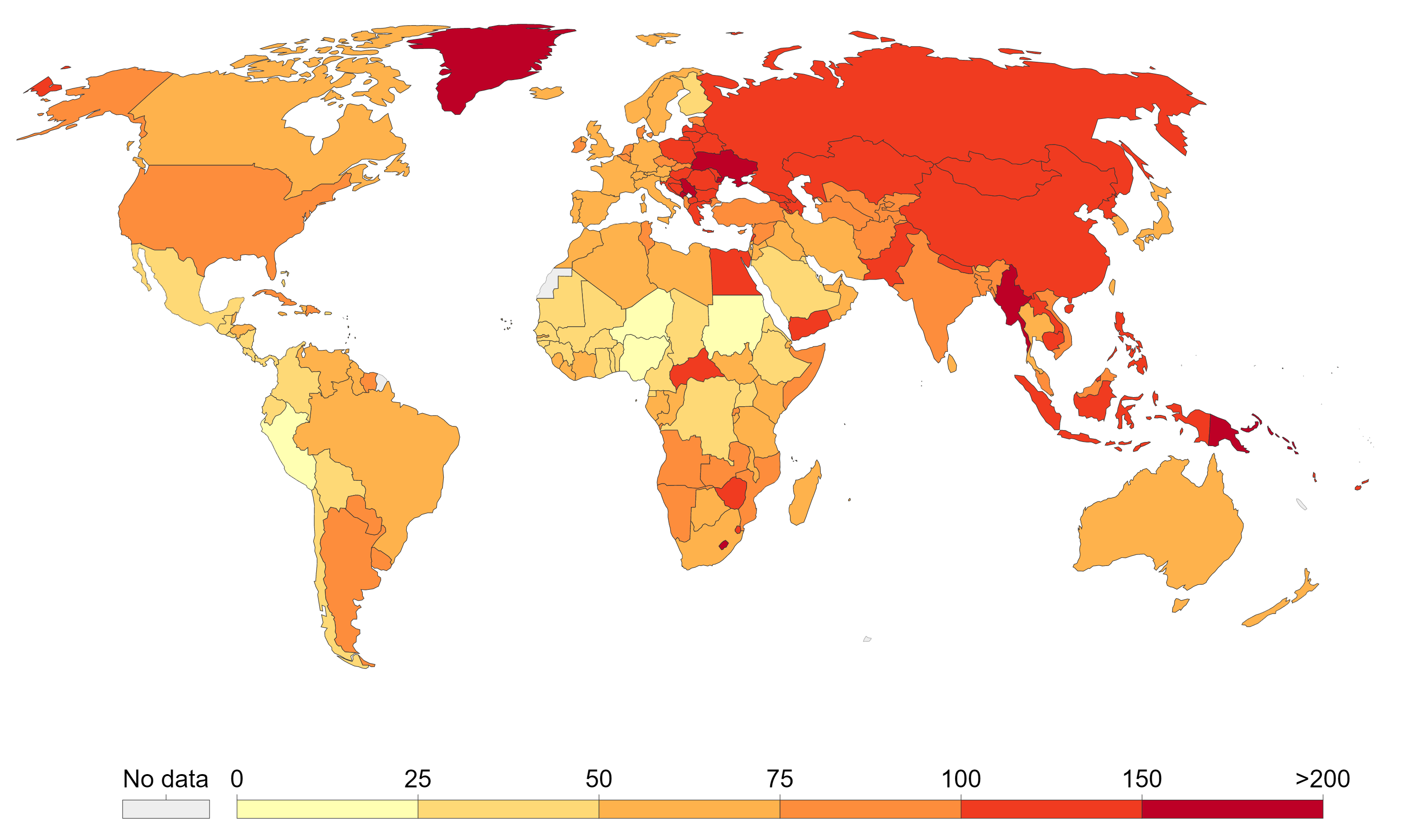
Карта сравнения годового количества смертей от курения на 100 тысяч человек, 2020 год

Табакокурение признано одной из основных причин преждевременной смертности в мире, в 2019-м на его долю приходилось около 18 % всех подобных случаев. По оценкам ВОЗ, табачная эпидемия ежегодно становится причиной смерти более 8 миллионов человек, из которых около 1,2 миллионов являлись пассивными курильщиками. Эксперты ожидали рост количества смертей, связанных с употреблением табака, до 10 миллионов к 2025 году.
Не существует безвредной формы или дозы употребления табака. Табачный дым, по разным данным, включает от 4000 до более 7000 химических веществ, в том числе 69 доказанных канцерогенов и 250 компонентов с цитотоксическим действием. Таким образом, любой вид табачного дыма негативно влияет на здоровье как активных, так и пассивных курильщиков. Хотя степень воздействия варьируется в зависимости от способа потребления. Например, за время среднего сеанса курения кальяна генерируется в 40 раз больше табачного дыма, в 35 раз больше — угарного газа, в 4 раза больше — канцерогенных веществ, чем при курении сигареты. Сигары дают слабощелочной дым с высокой концентрацией свободного никотина, который легче растворяется в слюне. Повышенное содержание нитратов в сигарном дыме приводит к более высокой концентрации в дыме оксидов азота, канцерогенных нитрозамина и аммиака, канцерогенных полициклических ароматических углеводородов. Электронные сигареты не образуют побочного аэрозоля, вторичный дым полностью состоит из того, что курильщик выдыхает после вдыхания. Дым может содержать формальдегид, акролеин, изопрен, ацетальдегид и уксусную кислоту, уровни которых в 5—40 раз ниже, чем у сгоревшей сигареты. Сумма 16 измеренных полициклических ароматических углеводородов увеличилась по сравнению с традиционной сигаретой на 30—90 %. Хотя уровни токсичных компонентов в аэрозоле электронных сигарет намного ниже, чем в сигаретном дыме, они всё равно вызывают сильную зависимость и вредят здоровью. И учёные отмечают необходимость дальнейших исследований в этой сфере.
Известно, что компоненты сигаретного дыма достигают органы, находящиеся даже за пределами дыхательной системы. Всего их вредному воздействию подвергаются по меньшей мере 20 тканей, органов и систем (в том числе лёгкие, сердце, мозг, толстая кишка, мочевой пузырь и грудь). Они ответственны за развитие четырёх основных групп неинфекционных заболеваний (НИЗ): диабета, сердечно-сосудистых, онкологических и респираторных отклонений. По оценкам ВОЗ, половине курильщиков грозит преждевременная смерть от НИЗ, связанных с курением. Например, курильщики имеют в 8—10 раз больше шансов умереть от рака лёгких, чем те, кто не курит. Почти 9 из 10 случаев рака лёгких связаны с употреблением табака. К основным типам онкологических заболеваний среди курильщиков-мужчин также относят рак трахеи и бронхов, в то время как рак молочной железы преобладает среди курящих женщин.
Несмотря на введение многими странами антитабачных мер, вероятность преждевременной смертности от НИЗ среди курильщиков в отдельных регионах остаётся высокой. Так, если для европейской территории в 2015 году ВОЗ сообщала о показателе на уровне в 22 %, то для стран СНГ — на уровне 35 %. К 2019-му табакокурение являлось причиной летальных исходов у мужчин от сердечно-сосудистых заболеваний в 25 % случаев, от онкологических — в 41 %, о респираторных — в 63 % (для женщин эти показатели составляли 6 %, 10 % и 37 %, соответственно).
В среднем курение сигарет сокращает общую продолжительность жизни на 6—8 лет, курение трубки — на 4,7 года. Каждая сигарета укорачивает жизнь примерно на 11 минут. В возрасте 45—64 показатели смертности у потребляющих табак в три раза выше, чем у никогда не куривших (в возрасте 65-84 лет — в два). Отказ от вредной привычки в возрасте 40 лет увеличивает ожидаемую продолжительность жизни на 4,6 года. Метаанализ исследований смертности среди людей старше 60 лет показал, что показатель у нынешних и бывших курильщиков на 83 и 34 % выше, чем людей, не употребляющих табак. Таким образом, ВОЗ ставит одной из основных задач в сфере здравоохранения сокращение преждевременной смертности за счёт снижения потребления сигарет на 30 % к 2030 году.

### Онкологические заболевания

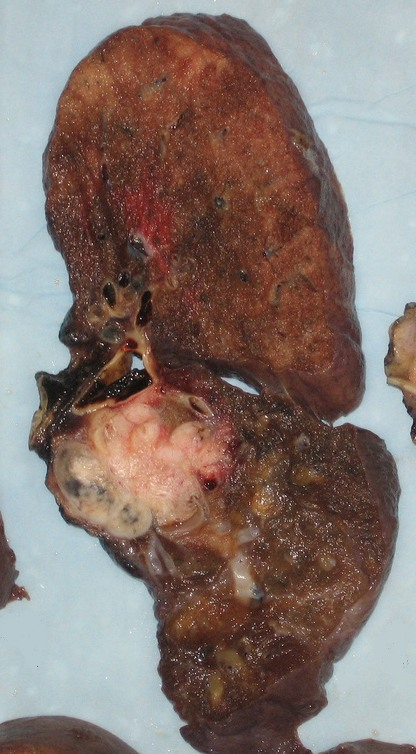
Плоскоклеточный центральный рак лёгкого, 2008 год

Корреляция между курением и раком лёгких у мужчин в США, 2007 год

В 1916—1946 годах количество заболеваний раком лёгких утроилось по сравнению с данными начала столетия. За 1940—1980 годы только в США число мужчин, страдающих от злокачественных опухолей этой локализации, возросло с 10 до 70 случаев на каждые 100 тысяч жителей. Рост заболеваемости стимулировал активное изучение причин болезни. Исследования разных периодов показали, что курение сигарет может спровоцировать развитие злокачественной опухоли практически любого органа. Курение сигарет вызывает: рак лёгкого и бронхов, рак ротовой полости и гортани, опухоли головы и шеи, рак пищевода, желудка, печени и почечной лоханки, рак мочевого пузыря, рак тонкой и толстой кишки, поджелудочной железы желчного пузыря, адренокортикальный рак. Оно также связано с раком шейки матки у женщин и различными опухолями у детей. Существуют исследования о вероятной связи курения с лейкемией у взрослых и плоскоклеточным раком носовых пазух. Исследователи из Лондонской школы гигиены и тропической медицины предполагают, что другие формы рака, включая рак груди, яичников и простаты, вряд ли связаны с употреблением табака.
- Курение сигарет — основной фактор развития рака лёгких, который, в свою очередь, является главной причиной смерти среди онкологических больных во всём мире. На долю заболевания ежегодно приходится около 772 тысяч новых случаев у мужчин и 265 тысяч новых случаев у женщин, менее половины (42 %) из которых зафиксировано в развивающихся странах. В целом курильщики составляют 90 % случаев рака лёгких среди мужчин и 79 % случаев — у женщин. Это заболевание вызывает больше смертей, чем рак простаты, толстой кишки, поджелудочной железы и груди вместе взятые. У курильщиков всех возрастов до 40 раз чаще развиваются злокачественные опухоли в тканях лёгких, чем у людей, не употребляющих табак. Риски зависят от интенсивности и продолжительности курения в течение жизни, при этом бросившие курить всё равно более склонны к заболеванию, чем люди, которые никогда не имели этой вредной привычки. Для мужчин-курильщиков старше 60 лет риск умереть от рака лёгких равен шансу умереть от заболеваний сердца. В возрасте от 85 лет первый показатель достигает 22 % (11,9 % — для женщин-курильщиков)[70][71][74]. Курение сигар, трубки, сигарет с низким содержанием смол увеличивает риск развития заболевания почти в такой же степени, как и обычных сигарет. Но их тип влияет на характер злокачественного заболевания, например, популярность сигарет, рекламируемых как «лёгкие», привела к увеличению случаев аденокарциномы по сравнению с доминировавшими ранее плоскоклеточными и мелкоклеточными опухолями[75][76][77]. Воздействие электронных сигарет на развитие рака лёгких изучено недостаточно. По данным Американского онкологического общества, электронные сигареты содержат некоторые вызывающие рак канцерогены, хотя их количество ниже, чем в традиционных сигаретах[78].
- Употребление табака в любых формах связано с 85 % случаев опухолей в районе головы и шеи. При курении высококанцерогенный табачный дым проходит через ротовую полость, оказывая негативное влияние на ткани и слизистые. В западных странах именно эта вредная привычка является одним из основных факторов риска рака гортани[79][80]. Интенсивность потребления напрямую влияет на шансы заболеть. Люди, которые выкуривают более 25 сигарет в день или курят более 40 лет, имеют примерно в 40 раз больше шансов заболеть раком гортани, чем некурящие[81][82]. Также среди курильщиков повышен риск развития рака губы, языка, рта и глотки, в то время как влияние на слюнные железы не доказано[70].
- Курение сигарет вызывает от 20 % до 30 % случаев почечно-клеточной саркомы[83]. Оно также является главной известной причиной рака мочевого пузыря: шансы развития опухоли у курящих людей как минимум в 3 раза выше, чем у некурящих[84][85][86].
- Употребление любых табачных изделий, включая жевательные, является основным фактором риска рака пищевода. Человек, выкуривающий в день от пачки сигарет, имеет как минимум в два раза больше шансов заболеть аденокарциномой пищевода, чем некурящий[87]. Метаанализ 1997 года показал, что курение в целом увеличивает риск рака желудка в 1,5—1,6 раза[70].
- Многочисленные работы зафиксировали, что риск развития рака поджелудочной железы у нынешних и бывших курильщиков выше на 74 %. Они составляют 25 % от больных онкологическим заболеванием. Риски для курильщиков снижались практически вдвое, если больной курил трубку или сигары. Отказавшись от вредной привычки, бывшие курильщики оставались в зоне риска в течение 2—10 лет[70][88].
- Существуют исследования, что курение может снизить риск карциномы эндометрия из-за своего антиэстрогенного действия[70].
- Исследования выявили трёхкратный риск развития рака почечной лоханки среди курильщиков по сравнению с некурящими[70].

Вторичный дым обладает бо́льшим воздействием на развитие рака лёгких, чем другие загрязнители окружающей среды. Уже в 1980-х годах было установлено, что вдыхание вторичного дыма может удвоить шансы развития лёгких для женщин, чьи мужья употребляют табак. Шансы развития заболевания для жён курильщиков зависят от степени табачной зависимости супруга, но в среднем выше на 20—50 %. Отдельные исследования 1990—1993 годов показали, что пассивное курение связано с трёхкратным увеличением риска рака носовых пазух. У вторичных курильщиков на 70 % чаще, чем у не подверженных дыму людей, формируется рак молочной железы; почечно-клеточной карциномы — на 13 %; рака мочевого пузыря — на 44 %. С пассивным курением связано развитие злокачественных опухолей и других органов: полости рта, гортани, желудка, рака груди, поджелудочной железы, мочевого пузыря, а также рака мозга у детей.

### Респираторные и бронхолёгочные заболевания
Табакокурение нарушает процессы фильтрации и самоочищения лёгких. Во время употребления табака в организм попадает загрязнённый канцерогенами и вредными примесями воздух. Синильная кислота, акролеин, аммиак, двуокись азота и формальдегид оказывают прямое пагубное воздействие на реснички мерцательного эпителия, что влечёт скопление слизи и токсичных веществ. Даже без видимых негативных проявлений (кашель, одышка и т. д.) функциональное состояние лёгких у курильщиков хуже, чем у некурящих. И кроме онкологических заболеваний, негативное воздействие дыма может сказаться на развитии: эмфиземы, хронической обструктивной болезни лёгких (ХОБЛ); респираторном бронхиолите, ассоциируемом с интерстициальной болезнью лёгких; десквамативной интерстициальной пневмонии; гистиоцитозе Х; криптогенном фиброзирующем альвеолите; эозинофильной пневмонии. Кроме того, вредная привычка влияет на риски и тяжесть большинства заболеваний (от простуды до пневмоторакса и лёгочного кровотечения).
Хроническая обструктивная болезнь лёгких
Воздействие компонентов табачного дыма (например, монооксида углерода, цианидиума, акролеина и его производных) влечёт повреждение тканей лёгких и потерю эластичности альвеол, что, в свою очередь, приводит к развитию эмфиземы и Хронической обструктивной болезни лёгких. Активное и пассивное табакокурение связано с 90 % случаев ХОБЛ, которая признана четвёртым по значимости неинфекционным заболеванием, влекущим наибольшую смертность в США и Европе. У около половины курильщиков развиваются разные степени обструкции дыхательных путей, а у 10—20 % — клинически значимая ХОБЛ.
Астма
Воздействие табачного дыма до рождения и в первые годы жизни ребёнка повышает риск развития астмы. По результатам разных исследований, посвящённых эффектам пассивного курения до и после родов, риск развития астмы у детей повышается на 21—85 %. Вредная привычка также значительно увеличивает шанс развития заболевания у взрослых. Например, Канадское национальное обследование здоровья населения показало, что курящие женщины имеют на 70 % более высокий уровень распространённости астмы по сравнению с некурящими. Курение также ухудшает течение болезни. Побочные эффекты от вредной привычки включают воспаление дыхательных путей и нечувствительность к кортикостероидам, использующимся в лечении болезни. Более того, курение сигарет при астме связано с увеличением числа опасных для жизни приступов, так как может вызвать острые бронхоспазмы. Тем не менее табачная зависимость встречается среди больных практически так же часто, как и среди основной популяции.
Инфекционные заболевания
Курение является одним из основных факторов заболеваемости гриппом, что во время эпидемий сильно сказывается на работоспособности курильщиков. Так, ранние исследования среди студентов мужского пола во время вспышки гриппа 1968 года зафиксировали самый высокий уровень заболеваемости как симптоматической, так и бессимптомной среди курильщиков. Исследования израильских военных во время вспышки гриппа (H1N1) 1980-х годов показали, что употребляющие табак более подвержены гриппу (заболеваемость среди них составила 68,5 % против 47,2 % у некурящих), а также страдают от более тяжёлого течения болезни. Метаанализ исследований 2017 года в этой области подтвердил, что у курильщиков вероятность развития лабораторно подтверждённого гриппа более чем в 5 раз выше. Они также на 34 % более подвержены гриппоподобным заболеваниям и пневмонии.
Курение увеличивает риск заражения туберкулёзом и риск рецидива болезни, а также ухудшает реакцию на лечение. Восприимчивость курильщиков к инфекционному заболеванию обусловлена негативным влиянием компонентов табачного дыма на иммунную систему человека. Предположительно, заболеваемость туберкулёзом увеличивается от двух до четырёх раз среди тех, кто выкуривает более 20 сигарет в день. И даже пассивное курение увеличивает риск заражения, особенно у детей.
Кроме того, курение примерно в четыре раза увеличивает шансы развития инвазивного пневмококкового заболевания.
Воздействие вторичного табачного дыма
Примерно половина дыма во время курения уходит в окружающую среду и является угрозой для здоровья окружающих. Взрослые, которые регулярно вдыхают побочный табачный дым, находятся в зоне повышенного риска развития бронхолёгочных заболеваний (включая более тяжёлые формы бронхиальной астмы, пневмонию и хронический бронхит и синусит). Они больше чем живущие в бездымной среде подвержены пневмококковой инфекции и туберкулёзу.
Лёгкие детей меньше, их иммунная система менее развита, что повышает риск заболеваний, связанных с экспозицией вторичного дыма. Дети дышат чаще и вдыхают больше вредных веществ в пересчёте на массу тела. По этой причине вредная привычка взрослых домочадцев признана одной из наиболее распространённых и опасных факторов окружающей среды. Пассивное курение признано важной причиной развития у детей хронического кашля, пневмонии, среднего отита, бронхиолита и бронхита, а также влияет на заболеваемость туберкулёзом, инвазивной менингококковой болезни и другими инфекциями дыхательных путей.
Около 40 % от общего числа детей-астматиков во всём мире живут или сталкиваются с задымлённой средой регулярно. Хотя доказано, что вдыхание вторичного дыма вызывает более тяжёлое течение болезни: повышенную частоту приступов, увеличение количества посещений врача и госпитализаций, круглогодичное проявление приступов. Если родители бросают вредную привычку, симптомы их детей-астматиков улучшаются в 90 % случаев.

### Сердечно-сосудистые заболевания

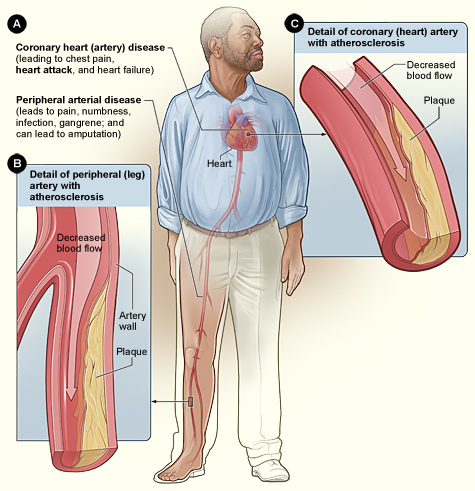
Схема влияния табакокурения на сердце и артерии конечностей, 2012 год

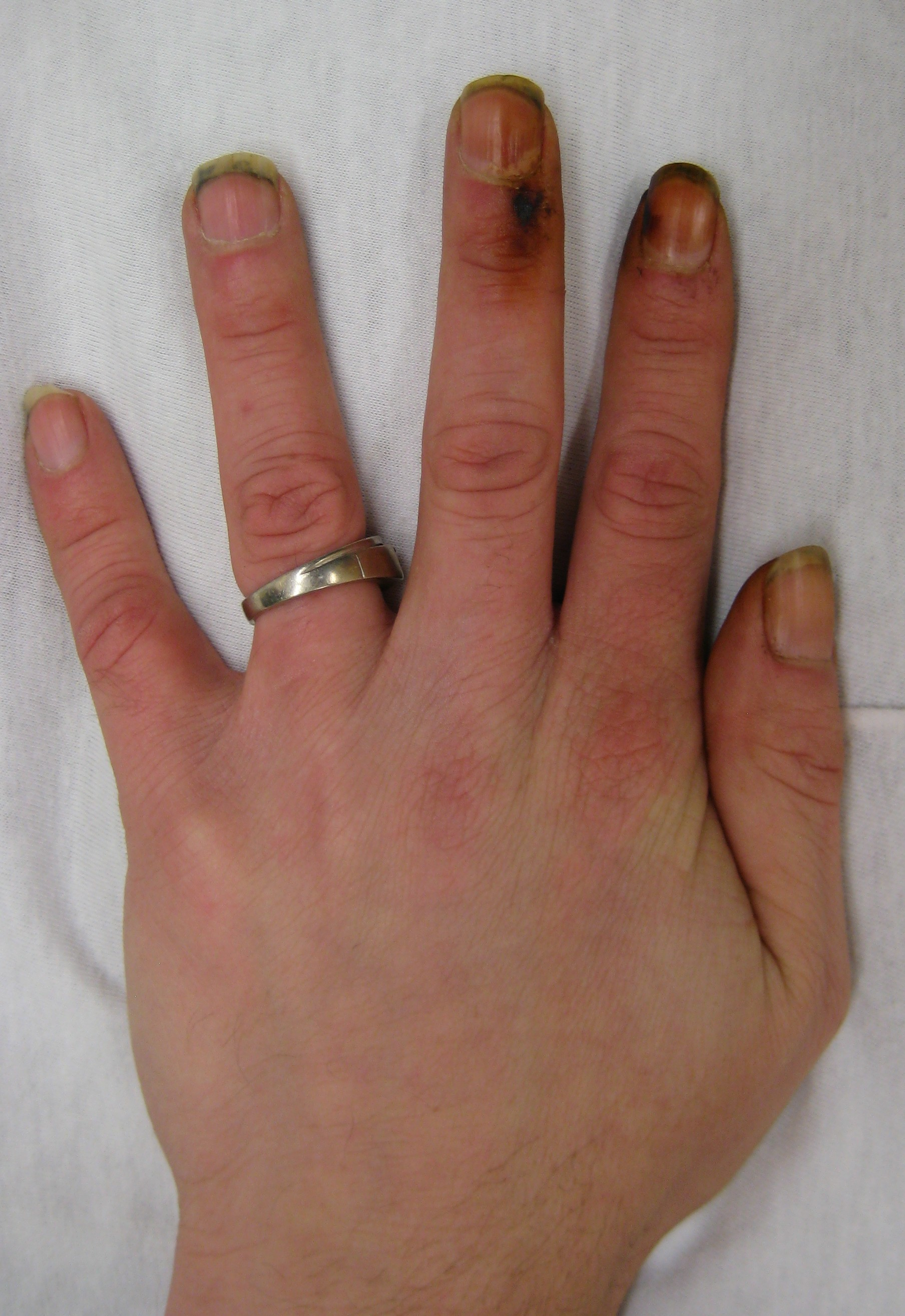
Пятна от курения табака на среднем и указательном пальцах заядлого курильщика, 2010 год

Курение — главный фактор риска сердечно-сосудистых заболеваний (ССЗ). При вдыхании дыма от сигареты незамедлительно следует реакция сердечно-сосудистой системы: в течение одной минуты сердечный ритм начинает расти, увеличиваясь на 30 % в течение десяти минут курения. Вредная привычка также способствует повышению кровяного давления, уровня фибриногена и тромбоцитов, из-за чего более вероятно образование тромбов. Так, употребление табака может быть связано с болезнью Бюргера (облитерирующий тромбангиит) и тромбозом артерий и вен на руках и ногах. Оно увеличивает уровень холестерина и влечёт ослабление кровеносных сосудов. Соотношение липопротеинов высокой плотности к липопротеинам низкой плотности (известным как «хороший» и «плохой» холестерины) обычно ниже у курильщиков, по сравнению с некурящими. Риски развития ССЗ могут увеличиваться для женщин, принимающих противозачаточные таблетки, или больных диабетом.
Исследования 2010-х годов доказали, что курение сигарет влияет на процесс деления клеток и меняет форму сердца. Табачный дым повышает окислительный стресс, например, из-за истощения антиоксидантов в плазме, таких как витамин C.
Атеросклероз
Регулярным курильщикам сложнее выполнять физические упражнения, так как
один из основных компонентов табачного дыма — монооксид углерода, — оказывает негативное воздействие на способность крови переносить кислород и способность миокарда вырабатывать аденозинтрифосфат. Это происходит за счёт того, что токсичный газ активно взаимодействует с гемоглобином, переносящим кислород, и влечёт потерю функциональности клеток крови с развитием вероятной гипоксии. Нарушения в кровеносных сосудах увеличивают риск атеросклероза и заболеваний периферических артерий. С прогрессированием атеросклероза кровь труднее протекает по жёстким и суженным сосудам, тем самым организм более склонен к образованию тромбозов. Внезапное закупоривание кровеносных сосудов может привести к инфаркту и инсульту.
Ишемическая болезнь сердца и инсульт
Курение является основным фактором риска ишемической болезни сердца, состояния, при котором бляшки накапливаются внутри коронарных артерий.
Исследования, проведённые среди различных этнических и социальных групп, демонстрируют тесную связь между курением и риском инсульта. У курильщиков риск развития заболевания увеличивается от двух до шести раз по сравнению с некурящими. Например, у людей в возрасте старше 40 лет показатель в 5 раз выше, если они курят. Ишемический инсульт — не единственная форма инсульта, связанная с курением. Риск как внутримозгового кровоизлияния, так и субарахноидального кровоизлияния повышается в два—четыре раза у мужчин и женщин, выкуривающих более 15 сигарет в день.
Пассивное курение и ССЗ
С середины 1980-х годов доказана и широко известна между пассивным курением и ССЗ. Влияние пассивного курения на организм особенно велико из-за более высокой концентрации опасных для здоровья элементов в побочном дыме по сравнению с первичным. Например, в нём в 3,4—4 раза больше бензопиренов, в 5 раз — монооксида углерода, в 45 раз — аммиака, в 5 раз — смол и никотина. При одинаковом воздействии вторичный дым является более сильным активатором тромбоцитов, чем дым, непосредственно вдыхаемый человеком. У пассивных курильщиков наблюдается повышенный уровень воспалительных маркеров фибриногена и тромбоксана, а также пониженная способность кровеносных сосудов расширяться и их увеличенная жёсткость. Так, жёсткость аорты увеличивается уже в течение 4 минут пассивного курения, аналогично тому, как это происходит у активных курильщиков. У некурящих людей, которые подвергаются пассивному курению дома или на работе, повышается риск развития любых сердечно-сосудистых заболеваний на 25—30 %. Например, пассивное курение увеличивает риск ишемической болезни сердца примерно на 30 %, риск развития инсульта — на 20—43 %. Оно также ускоряет атеросклеротические поражения и увеличивает повреждение тканей после ИБС или инфаркта миокарда, а также негативно сказывается на работе вегетативной нервной системы, частоте сердечного ритма и парасимпатической модуляции, нарушает окислительно-восстановительные процессы.

### Женское бесплодие и влияние на беременность
Курение сигарет связано с более низким уровнем фертильности и рядом неблагоприятных последствий для женского здоровья. Компоненты табачного дыма могут негативно повлиять на любую стадию репродуктивной функции. Эффект от вредной привычки зависит от степени табачной зависимости, гормонального статуса женщины и влияния других токсичных веществ. Например, курение имеет антиэстрогенные последствия, что связано с сокращением возраста наступления менопаузы. Метаанализ 21-го исследования в этой области подтвердил, что курение влечёт более низкую вероятность клинической беременности. Предположительно, популярность курения среди женщин репродуктивного возраста связана с ростом числа внематочных беременностей, так как ткани фаллопиевых труб уязвимы для воздействий компонентов табачного дыма. Тем не менее учёные отмечают необходимость дальнейших исследований в этой области. Существует предположение, что курение связано с более низким риском рака эндометрия.
Большинство исследований показали, что влияние дородового курения на потомство сильнее, чем послеродовое воздействие. Вредная привычка беременных увеличивает склонность их потомства к хронической патологии лёгких, так как генетическая программа развития органа сложна и подвержена влиянию факторов внешней среды. Никотин, как основное действующее вещество табачного дыма, напрямую связан с повреждением ДНК, что может привести к снижению способности дыхательной системы плода к эффективному газообмену и возникновению дефектов нервной трубки.
Традиционно курение более распространено среди мужчин, поэтому женщины и дети чаще подвергаются воздействию вторичного табачного дыма и сталкиваются со связанными с ним заболеваниями. С 1960-х годов известен весомый вред вторичного курения для здоровья детей и беременных: независимо от содержания никотина, вдыхание вторичного дыма может привести к различной степени гипоксии плода, внутриутробным инфекциям, преждевременному отслоению плаценты и нарушениям маточно-плацентарного кровотока, бронхолёгочным патологиям и вторичным иммунодефицитам у младенца. Ряд исследований, опубликованных до 2011 года, и отчёты Главного хирурга США подтверждают, что вдыхание вторичного дыма повышает риск выкидыша на 11 %, риск рождения ребёнка недостаточной массы тела на 22 %, риск рождения ребёнка с расщелиной губы и нёба на 50 %. Оно также может стать причиной преждевременных родов, перинатальной смертности младенца, бронхолёгочных патологий и вторичных иммунодефицитных состояний новорождённого, различных проблем физического и психического развития ребёнка.
Попадая в кровь кормящей женщины, токсические продукты табачного дыма препятствуют выработке лактогенных гормонов и нарушают процесс молокообразования. Грудные дети, вдыхающие вторичный дым, могут страдать расстройствами сна, частыми сменами настроения, раздражительностью, снижением аппетита и изменением вкусовых ощущений. Вредная привычка родителей ведёт к увеличению частоты острых инфекций нижних дыхательных путей в первые два года жизни ребёнка и является главной устранимой причиной синдрома внезапной смерти младенца.

### Диабет
Курение является фактором риска развития диабета 2-го типа, у потребляющих табак людей заболевание развивается на 30—50 % чаще, чем у некурящих. При интенсивном курении показатель может превышать 90 %. Химические вещества, содержащиеся в сигаретах, нарушают работу клеток ряда тканей, приводя к воспалениям, что может снизить эффективность инсулина и регулирования его уровня. Окислительный стресс, который является результатом взаимодействия компонентов табачного дыма и кислорода, также может быть связан с повышенным риском диабета.
Вредные эффекты курения сигарет и гипергликемии могут ускорить повреждение сосудов у курящих пациентов с диабетом. Такие больные более склонны к сердечно-сосудистым заболеваниям и имеют более высокий уровень смертности, по сравнению с не страдающими диабетом курильщиками. По данным Американской кардиологической ассоциации, по крайней мере, 68 % больных диабетом старше 65 лет умирают от болезней сердца. Вредная привычка связана с рядом респираторных заболеваний, которые особенно опасны при диабете. Хронический бронхит, эмфизема и пневмония сложнее поддаются лечению у курильщиков с диабетом, сопровождаясь повышением уровня сахара в крови. Такие пациенты подвержены проблемам с почками. Показатель, наиболее точно отражающий работу почек и характеризующий их состояние — скорость клубочковой фильтрации, — выше у курящих пациентов с диабетом 1-го типа в 4,3 раза, по сравнению с некурящими пациентами. Люди, страдающие диабетом, имеют более высокий риск некоторых заболеваний глаз, включая катаракту и глаукому. Курение может ускорить развитие диабетической ретинопатии и усугубить её, что в итоге может привести к слепоте.

### Почки
Исследования больных с хронической болезнью почек показали, что курение примерно на 60 % увеличивает риск развития почечной недостаточности. По другим данным, вероятность развития заболевания у курильщиков в 4 раза выше, чем у некурящих. Нарушение функции почек происходит из-за образования тромбов и жировых отложений в сосудах, увеличения частоты сердечных сокращений и артериального давления, с которыми связана вредная привычка. Кроме того, курение может негативно повлиять на эффективность лекарств, используемых для лечения повышенного кровяного давления, которое, в свою очередь, является основной причиной заболеваний почек. Особенно курильщики склонны к гипертонической и диабетической нефропатии. Также воздействие табачного дыма приводит к сужению кровеносных сосудов непосредственно в почках и росту выработки органом гормона ангиотензина II.

### Ротовая полость
Среди прочих онкологических заболеваний курение также связано с раком ротовой полости. Негативному воздействию компонентов табачного дыма подвергаются губы, рот, горло, гортань и язык. Курение одной—двух сигар в день удваивает риск рака полости рта по сравнению с никогда некурившими. Выкуривание трёх—четырёх сигар в день увеличивает риск в 8,5 раз, а более пяти сигар в день — в 16 раз. Курильщики сигар и курильщики сигарет имеют одинаковую предрасположенность к развитию заболевания, но интенсивность вдыхания дыма сильно влияет на риск заболевания.
Помимо злокачественных опухолей, с курением связано множество негативных эффектов, включая никотиновый стоматит, меланоз курильщика, кандидоз полости рта, кариес и отторжение имплантатов, пародонтоз и предрак, а также окрашивание зубов и появление налёта, снижение обоняния и вкуса. Так, употребление табака является существенным фактором риска заболеваний пародонтоза (риск повышается до 6 раз). С вредной привычкой связана примерно половина случаев всех пародонтитов, а для рефрактерного пародонтита показатель увеличивается до 90 %. У курильщиков сигар, трубок и сигарет потеря костной массы значительно выше, чем у некурящих. У курильщиков наиболее распространённые эффекты бездымного табака локализуются в месте введения в виде рецессии дёсен и белых поражений слизистой оболочки. Курение может повышать уровни некоторых патогенов пародонта и негативно сказаться на выработку антител и на всех формах пародонтологической терапии. Прогрессирование заболеваний замедляется у бросивших курить пациентов, и они реагируют на пародонтальную терапию так же, как и некурящие.
Курение табака является основным фактором риска потери зубов. Центральные резцы, боковые резцы и первые моляры — наиболее часто отсутствующие зубы у курильщиков по сравнению с некурящими. Выкуривание от 5 до 45 сигарет в день, предположительно, повышает риск потери зубов у мужчин среднего возраста в два—три раза. Показатель снижался после отказа от вредной привычки, но оставался повышенным на 20 % для мужчин, которые бросили курить более 10 лет назад.

### Инфекции
Связь между курением и развитием инфекций в организме обусловлена, предположительно, структурными изменениями в дыхательных путях и снижением иммунного ответа. Эти изменения включают снижение уровня циркулирующих иммуноглобулинов, подавление ответов антител на определённые антигены, снижение количества лимфоцитов CD4+, увеличение количества лимфоцитов CD8+, снижение активности фагоцитов и снижение высвобождения провоспалительных цитокинов. Таким образом негативное влияние табачного дыма признано существенным фактором риска серьёзных бактериальных и вирусных инфекций. Например, курильщики подвержены в 2—4 раза бо́льшему риску инвазивного пневмококкового заболевания, которое связано с высокой смертностью. Они чаще болеют гриппом, простудой и тяжелее их переносят. Также среди употребляющих табак наблюдается повышенный уровень заболеваемости туберкулёзом и связанной с ним смертностью. Среди других инфекционных заболеваний, связанных с курением: «Болезнь легионеров», менингококковая инфекция, ветряная оспа и папилломавирусные инфекции человека, ближневосточный респираторный синдром, тонзиллит, фарингит, ларингит, синусит, средний отит и другие инфекции в верхних и нижних дыхательных путях. У курильщиков значительно повышается риск грибковых заболеваний лёгких, таких как кокцидиоидомикоз, криптококкоз и другие. Исследование больных 33 медицинских центров в Италии показало, что курение может увеличить риск криптококкоза среди людей с ВИЧ и без него.
Данные о связи между курением и COVID-19 противоречивы. Многие исследования показывают, что курение увеличивает заболеваемость и тяжесть COVID-19. Курение активирует ангиотензинпревращающий фермент, повышая восприимчивость к вирусу и инфекции тяжёлого острого респираторного синдрома. Курильщики с большей вероятностью влекут серьёзные симптомы COVID-19 с прогрессирующей пневмонией COVID-19. Однако эпидемиологических данных недостаточно, чтобы сделать однозначные выводы. Заразившиеся COVID-19 курильщики тем не менее подвергались большему риску серьёзных осложнений или смерти, по сравнению с бывшими или никогда не курившими.
В 1990 году появились сообщения о связи между курением и ВИЧ-инфекцией. Исследование среди беременных жительниц Гаити показало, что у выкуривающих 4 или более сигарет в день уровень серопозитивности к ВИЧ-1 составлял 25 % по сравнению с 9,6 % для женщин, выкуривающих менее 4 сигарет в день. Дальнейшие обзоры также признавали курение независимым фактором риска ВИЧ-инфекции, но ряд исследований не подтверждает эти выводы. Курение связано с рискованным к ВИЧ поведением и известно, что инфицированные чаще курят, чем население в целом. И выявить влияние разных факторов в отдельности сложнее. Курение как кофактор развития СПИДа у людей, инфицированных вирусом иммунодефицита человека (ВИЧ) также активно изучается.

### Импотенция
Эректильная дисфункция может быть вызвана рядом внешних факторов, одним из которых является курение. Компоненты табачного дыма негативно влияют на работу кровеносной системы, что влечёт плохое артериальное кровоснабжение полового члена. Уже после выкуривания двух сигарет может произойти острый спазм сосудов полового члена. Существуют данные, предположительно связывающие курение и изменение мужских половых гормонов. Вредная привычка является одной из наиболее вероятных причин дисфункции в молодом возрасте, увеличивая риск её развития, по крайней мере, вдвое (по другим данным — на 85 %). Кроме того, с ней связывают снижение качества спермы и эффективности лечения бесплодия.

### Послеоперационные осложнения
Люди, употребляющие табак, подвержены значительно бо́льшему риску послеоперационных осложнений, независимо от типа хирургического вмешательства. Они могут включать нарушения функций сердца и лёгких, инфекции и медленное заживление ран, неврологические осложнения и госпитализацию в отделение интенсивной терапии. Например, в исследовании 2013 года лёгочные осложнения у курильщиков возникали в 3,9 % случаев, у некурящих — 0,9 %. Риск раневых инфекций составлял 7,5 % против 4,6 % соответственно, шансы расхождения ран — 3,6 % против 2,8 %. Курильщики чаще нуждались в интенсивной терапии и более длительном послеоперационном пребывании в больнице. Когда пациенты бросают курить за 6—8 недель до операции, частота осложнений, связанных с табачным дымом, снижается почти до нуля. Таким образом плановая операция становится поводом к отказу от вредной привычки.
Кроме того, некоторые компоненты дыма нарушают функцию дыхания, как во время анестезии, так и после неё. Дёготь в табачном дыме раздражает лёгкие, курильщикам требуется большая доза препаратов, что повышает риск осложнений, связанных с анестезией. Данные о связи курения с послеоперационной смертностью разнятся.

### Взаимодействие с лекарствами
Выявлено множество взаимодействий между табачным дымом и лекарствами. Компоненты дыма взаимодействуют с лекарствами, влияя на их абсорбцию, распределение, метаболизм или выведение, что грозит изменением фармакологического ответа. В результате курильщикам могут потребоваться более высокие дозы препаратов, у них повышается риск передозировки и развития побочных реакций. Например, табакокурение может способствовать выработку эндогенных веществ, вызывающих инсулинорезистентность. Женщинам старше 35 лет, выкуривающим более 15 сигарет в день, противопоказано использование любых гормональных контрацептивов из-за повышенного риска серьёзных побочных эффектов сердечно-сосудистой системы. Кроме того, у некоторых категорий пациентов (например, у получающих лечение от психоневрологических заболеваний) высокая коморбидность сигаретного дыма увеличивает вероятность неожиданной реакции на терапию. Список лекарств, взаимодействующих с табачным дымом, включает также бета-блокаторы, антагонисты кальция, фуросемид, теофиллин, клозапин, оланзапин, метадон, ингаляторы кортикостероидов. Зафиксирована реакция даже с кофеином: курильщикам могут потребоваться в 4 раза более высокие дозы.

## Ментальное здоровье и когнитивная функция

График, отображающий данные о потенциальном вреде от различных наркотиков. Табак занял 3-е место по показателю зависимости, 14-е место — по физическому ущербу и 12-е место — по социальному ущербу.

### Стресс и депрессия
Табачные компании продвигают миф, что сигареты помогают снять стресс. Но в действительности его уровень у взрослых курильщиков выше, чем у некурящих. Чувство расслабления, которое курильщики ассоциируют с сигаретами, связано с утолением никотинового голода. Повышение раздражительности между сигаретами объясняет, почему употребляющие табак испытывают больше ежедневного стресса, чем некурящие. При этом опросы курильщиков-подростков продемонстрировали, что уровень стресса растёт по мере развития табачной зависимости у респондентов. Таким образом, употребление табака не снимает напряжение, а фактически усиливает его. Это доказывают замеры уровня стресса у бросающих курить: через шесть месяцев после отмены показатель снижался. Пассивное курение тоже связано с негативным воздействием на психическое здоровье: в исследовании 2010 года о стрессе сообщало 14,5 % выборки.
С табачной зависимостью связаны симптомы отмены, которые резко проявляются при отказе от сигарет. Бывшие курильщики могут испытывать тревогу, трудности с концентрацией внимания, раздражительность, возбуждённое состояние в течение первых месяцев после отказа.
Люди, которые пережили серьёзное депрессивное расстройство, чаще являются регулярными курильщиками. Установлена также связь между психиатрическим диагнозом и стремлением отказаться от вредной привычки: курильщики в подавленном состоянии на 40 % реже бросают курить. А когда они решают бросить, у них могут более явно проявляться симптомы, длительность фазы варьируется от нескольких недель до нескольких месяцев.

### Интеллектуальные способности
В начале 1990-х годов учёные высказывали гипотезу, что никотин улучшает показатели скорости обработки информации и соответственно интеллектуальные способности. Но исследования 2005 года доказали нейротоксический эффект никотина, который особенно серьёзен, если приобщение к вредной привычке происходит в ранние годы. У курильщиков-подростков наблюдается нарушение точности работы Рабочей памяти независимо от стажа. Во время отказа от сигарет они сталкивались с нарушениями рабочей и вербальной памяти. Исследования магнитно-резонансной томографии продемонстрировали крупномасштабные аномалии мозга у курильщиков сигарет. Это свидетельствует о функциональных различиях между курильщиками и некурящими в определённых областях мозга, а именно в боковой префронтальной коре, передней поясной извилине, вентральном полосатом теле и таламусе. У курильщиков зафиксированы меньшие объёмы серого вещества и более низкая его плотность, чем у некурящих. Курение признано фактором риска церебральной атрофии и корково-подкоркового снижения перфузии, которые связаны с ускоренной потерей нейронов и также предрасполагают к когнитивным нарушениям.

### Деменция и дегенеративные заболевания
Установлена связь между курением и деменцией в пожилом возрасте. В исследовании 2007 года курильщики в пожилом возрасте чаще демонстрировали значительное ежегодное снижение показателей краткой оценки психического состояния, по сравнению с их некурящими сверстниками. У них наблюдался повышенный риск болезни Альцгеймера и ускоренное снижение когнитивных способностей. Тем не менее отдельные исследования случай-контроль не подтвердили связь болезни и вредной привычки, что может быть связано с методологическими проблемами. Существуют исследования генезиса болезни, которые, наоборот, сообщают о защитном эффекте при табакокурении, однако они были аффилированы с табачными производителями. Кроме того, снижение риска болезни Альцгеймера может быть связано с тем, что курильщики склонны умирать, не достигнув возраста, в котором обычно развивается болезнь. Неоднозначны и свидетельства о связи курения с болезнью Паркинсона: по одним выводам — курильщики имеют более низкую заболеваемость, по другим — двигательные расстройства при болезни способствуют отказу от курения. Отдельные работы посвящены роли никотина, который стимулирует дофаминергическую систему мозга, уязвимую во время болезни, что и обеспечивает некоторое симптоматическое улучшение при болезни.

## Влияние сигаретных добавок
При изготовлении табачных изделий используется более 1400 различных добавок, которые зачастую тоже оказывают негативное воздействие на организм человека. Производители применяют специальные вещества, чтобы облегчить приобщение населения к вредной привычке (вкусовые наполнители и подсластители), удешевить производство и усугубить табачную зависимость постоянных курильщиков (соединения аммония, повышающие щелочность дыма и уровень никотина). Например, какао и глицирризин действуют как «бронхолитическое средство», способствуя расширению дыхательных путей, облегчая поступление дыма и абсорбцию никотина. Ацетальдегид, возникающий при горении сахара, может усиливать зависимость от никотина. Левулиновая кислота влияет на химические процессы в мозге, делая его более восприимчивым к никотину.
При сгорании добавок возникают новые соединения, и они могут быть ядовиты или фармакологически активны. Их действие на организм в составе табачного дыма может отличаться от воздействия в чистом виде. Тем не менее наполнение сигарет слабо регулируется, а влияние добавок на организм человека изучено мало. Установлено, что:
- Ацетальдегид, являющийся положительным мутагеном и использующийся в табачной промышленности, стимулирует опухоли в дыхательных путях у хомяков при вдыхании.
- Фурфурол, взаимодействуя с канцерогенными веществами, может усиливать рост злокачественных опухолей.
- Ацетат фурфурола отмечен мутагенными свойствами.
- Ортометоксициннамальдегид (альдегид, полученный из корицы) предположительно действует как канцероген.
- Глицерин, по данным отчета Главного врача США, вероятно повышает риск развития рака мочевого пузыря. Продукт его сгорания — акролеин замедляет активность микроскопических ресничек, выводящих инородные вещества из лёгких.
- Смола сигарет, в которые добавлено какао, вызывает больше раковых опухолей у лабораторных мышей.
- Предположительно, смягчающее действие ментола стимулирует курильщиков вдыхать дым глубже. Также исследователи считают, что ментол может повреждать клетки и позволять токсинам сигарет просачиваться через них и вызывать рак.

## Электронные средства доставки никотина
ВОЗ признаёт электронные средства доставки никотина, включая электронные сигареты, опасными для здоровья. Многие из долгосрочных последствий использования ЭСДН для здоровья до сих пор неизвестны, появляется больше свидетельств того, что эти продукты не безвредны.
Жидкости-наполнители для таких устройств отличаются по составу и содержат различные дозы никотина, а также широкий спектр ароматизаторов, пропиленгликоля, глицерина и других соединений. Вдыхаемый курильщиком аэрозоль зачастую включает токсичные соединения, например, формальдегид, который вызывает рак. Даже во многих заявленных как «безникотиновые» жидкостях для электронных устройств, эксперты обнаружили этот алкалоид в составе. Жидкости фактически не содержащие никотин всё равно включают потенциально вредные составляющие, которые при вдыхании могут оказывать негативное воздействие на здоровье. Кроме того, курение ЭСДН имитирует поведенческий фактор употребления обычных сигарет, что может помешать бросающим добиться успеха и стимулировать некурящих к потреблению обычных сигарет.
Табачная промышленность и связанные с ней отрасли продают и продвигают ЭСДН как якобы «более безопасную» альтернативу обычным сигаретам, и многие пользователи считают их значительно «менее вредными». Тем не менее исследования показали, что ЭСДН оказывают негативное воздействие на здоровье сердечно-сосудистой системы: отрицательно влияют на частоту сердечных сокращений и артериальное давление, и при ежедневном употреблении повышают риск инфаркта миокарда. Они также являются вероятными причинами развития астмы и хронической обструктивной лёгочной болезни. Некоторые ароматизаторы увеличивают токсичность вдыхаемых курильщиком аэрозолей, например, компоненты, используемые для придания маслянистого вкуса, могут вызывать облитерирующий бронхиолит.
Зачастую курильщики используют ЭСДН в дополнение к традиционным сигаретам. Например, в США почти 70 % взрослых потребителей электронных курят также и обычные сигареты. Употребление двух продуктов влечёт ещё более высокие риски развития сердечно-сосудистых заболеваний, чем традиционное курение.

### Шизофрения
Лица с психологическими расстройствами относятся к группе повышенного риска развития табачной зависимости. Распространённость курения среди них традиционно в 2—3 раза выше, чем в общей популяции. Особенно выделяются больные шизофренией, среди которых число курящих в среднем в пять раз больше (в два — в сравнении с другими психически больными). Многочисленные исследования начала 2000-х годов показывают, что распространённость курения среди больных с шизофренией превышает 80 %. Они не только курят чаще, но также интенсивнее. Число рецидивов в течение первого года после отказа от курения в этой подгруппе также выше (70—83 % против 41—58 % в общей популяции). При активном и пассивном курении также повышается риск госпитализации в психиатрическую больницу.
Среди причин этого феномена выделяют несколько аспектов:
- низкий социально-экономический статус больных шизофренией, что традиционно является фактором для начала курения (социально-экономическая или экологическая гипотеза);
- табачная зависимость, которая затрудняет процесс отказа от вредной привычки;
- сходные факторы риска начала курения и развития психологических заболеваний (например, неблагоприятная окружающая среда, употребление других наркотических веществ);
- стремление больных к самолечению и облегчению симптомов психоза за счёт никотина (обратная причинная связь);
- потенциальная предрасположенность, вероятно, генетического характера;
- курение, предположительно, может быть связано с факторами развития психозов;
- закрытый режим психиатрических стационаров, отсутствие развлечений и скука (бытовой фактор).

Причины приобщения к вредной привычке для психически нездоровых людей традиционно не отличаются от основной массы курильщиков (социальное давление, ложное ощущение статусности и другое). Однако исследователи указывают, что для страдающих шизофренией влияние никотина на организм более заметно: он вызывает
увеличение синаптического дофамина, что может компенсировать пониженную экспрессию этого гормона у больных, а также связывать рецепторы в некоторых областях мозга. Исследователи полагают, что механизм способствует снижению симптоматичности шизофрении, и связывают с этим более выраженную табачную зависимость и меньший уровень отказа от вредной привычки среди больных. Никотин облегчает выполнение задач, связанных с высокой когнитивной нагрузкой, активирует области мозга, которые облегчают внимание и усиливают подавление импульсных реакций. Никотин может помочь улучшить слуховой проход, способность отсеивать навязчивые звуки окружающей среды. Это может помочь улучшить концентрацию внимания и уменьшить слуховые галлюцинации, позволяя людям с шизофренией более эффективно воспринимать окружающую среду.
Предполагаемые краткосрочные выгоды от вредной привычки для пациентов с шизофренией способствовали развитию нейтрального отношения к ней у отдельных медиков. Это мнение поддерживает табачная индустрия и исследования, которые она спонсирует. Однако доказано, что курение сигарет приводит к ряду сопутствующих заболеваний. Смертность от них у больных шизофренией выше, чем у пациентов непсихиатрического профиля. По данным исследований 2005 года, риск развития ишемической болезни сердца у пациентов мужчин составил 9,4 % против 7 % в контрольной группе (для женщин: 6,3 % против 4,2 %). Долгосрочные данные подтверждают, что устранение даже одного фактора риска может принести значительный эффект в долгосрочной перспективе. Кроме того, курение сигарет снижает эффект многих антипсихотических препаратов, связанных с индукцией ферментов. И большинство медицинских работников придерживается мнения, что такое пагубное действие, как курение, не может быть оправдано. Кроме того, вредная привычка заметно сказывается на финансовом состоянии больных шизофренией, которые вынуждены тратить значительную часть своего пособия на сигареты (по данным анализа 2004 года в США — в среднем около 27 %).
Ряд исследований последних лет изучал влияние курения сигарет на риск последующего развития шизофрении. Так, исследование более 50 тысяч шведских призывников в возрасте 18—20 лет в 2003 году показало, что существует линейная зависимость между количеством выкуриваемых сигарет и более низким риском шизофрении (коэффициент 0,5—0,8 по сравнению с некурящими). Другое исследование, проведённое годом позднее на израильских призывниках, наоборот, показало более высокий риск развития поздней шизофрении у курильщиков-подростков, чем у их некурящих сверстников. В 2019-м британские генетики выявили, что риск развития шизофрении у курильщиков выше в 2,27 раза. Исследование охватывало около 460 тысяч британских табакозависимых, но учёные заявляли о «проблемах в переносе результатов на всю популяцию». Ряд исследователей допускает, что табакокурение может выступать своеобразным защитным фактором развития шизофрении, но вред от него значительно перевешивает любые возможные преимущества.
Большинство курильщиков с психическими расстройствами заявляют о желании бросить курить, но они традиционно испытывают проблемы с отказом неё. Это связано в первую очередь с ярко выраженным характером табачной зависимости. Потенциальную эффективность в отказе от вредной привычки для больных шизофренией продемонстрировали никотинзаместительная и когнитивно-поведенческая терапии, а также фармакотерапевтические средства. Например, свою результативность доказали типичные и атипичные нейролептики, которые параллельно ослабляют симптомы психологического расстройства и способны улучшать когнитивные функции больных. По данным исследования 2004 года, показатель отказа от курения при сочетании разных практик в долгосрочной перспективе у 22 % больных шизофренией сопоставим с показателями населения в целом.

## Отказ от курения
Отказ от курения сокращает риск негативных последствий для организма и положительно влияет на здоровье. Например, отказ от вредной привычки среди астматиков сокращает негативные последствия, вызванные влиянием табачного дыма. Также доказано, что после отказа:
- В течение 20 минут артериальное давление падает до уровня перед последней сигаретой.
- В течение 8 часов уровень монооксида углерода в крови возвращается к норме.
- В течение 24 часов снижается вероятность развития сердечного приступа.
- В течение от 2—12 недель улучшается кровообращение и увеличивается функция лёгких.
- В течение 8 недель у диабетиков инсулин становится более эффективным в снижении уровня сахара в крови[132].
- В течение 1—2 месяцев начинает снижаться риск инсульта из-за гиперкоагуляции.
- В течение 1—9 месяцев лёгкие восстанавливают нормальную цилиарную функцию.
- Через год риск сердечных заболеваний уменьшается вдвое.
- Через 5 лет риск инсульта в большинстве случаев снижается до уровня некурящих.
- Через 10 лет у бывшего курильщика риск рака лёгких примерно вдвое меньше, чем у курильщика. Вероятность развития рака ротовой полости, горла, пищевода, мочевого пузыря, почек и поджелудочной железы также сокращается.
- Через 15 лет бывшие курильщики имеют такой же риск развития сердечных заболеваний как и никогда некурившие.